# Jacques Boisson
 (septembre 2024).
L'article doit être relu — et modifié si nécessaire — par des contributeurs indépendants pour apporter un regard critique aux contributions effectuées en violation des conditions d'utilisation de Wikipédia, tant sur la forme (notamment concernant le style encyclopédique, la proportionnalité) que sur le fond (la neutralité de point de vue, la qualité et l'indépendance des sources).
Docteur en droit, diplômé de l'institut d'études politiques et de l'institut des hautes études internationales, auditeur de l'académie de droit international de la Haye, Jacques Boisson, né le 8 janvier 1940 à Monaco, est un diplomate et homme d'État monégasque. Il est l'actuel secrétaire d'État Honoraire du Prince Albert II de Monaco après en avoir été son Secrétaire d'Etat de 2008 à 2022.

## Biographie
De 2006 à 2008, il a occupé les fonctions d'ambassadeur extraordinaire et plénipotentiaire de la Principauté de Monaco en France après avoir été de 1968 à 1983 Fonctionnaire international à l'UNESCO (organisation des Nations unies pour l'Éducation, le Science et la Culture) puis conseiller et ministre conseiller à l'ambassade de Monaco en France (1983-1993) en même temps que Délégué Permanent  adjoint de Monaco à l'Unesco, Haut Représentant de le Principauté de Monaco  à l'Organisation internationale de la Francophonie dont il a contribué à la création, à l'Union Latine dont il a présidé à plusieurs reprises des commissions et comités ainsi qu'au Bureau International des Expositions dont il a assuré la vice -présidence. De 1993 à 2003 il fut Ambassadeur Représentant Permanent de Monaco auprès de l'Organisation des Nations Unies à New York, en 2003-2204  Ambassadeur Extraordinaire et Plénipotentiaire en Espagne à Madrid et de  2004 à 2006  Ambassadeur de Monaco auprès du Conseil de l'Europe à Strasbourg.[réf. souhaitée]

## Carrière diplomatique
- Ambassadeur extraordinaire et plénipotentiaire de la Principauté de Monaco auprès des Nations unies (New york, Genève, Vienne) de mai 1993 à juillet 2003[1] La Principauté de Monaco a adhéré à l'ONU en mai 1993. Il a été le premier ambassadeur de Monaco auprès de cette Organisation.
- Ambassadeur extraordinaire et plénipotentiaire de Monaco en Espagne (d'août 2003 à février 2005)[2]).
- Ambassadeur extraordinaire et plénipotentiaire, représentant de la Principauté auprès du Conseil de l'Europe (octobre 2004 à octobre 2006) La Principauté de Monaco a adhéré au Conseil de l'Europe le 5 octobre 2004. Il y a été le premier ambassadeur de Monaco.
- Il est nommé ambassadeur extraordinaire et plénipotentiaire de la Principauté de Monaco en France  à compter du 2 octobre 2006[3],[4],[5].
- Il est nommé, à compter du 15 janvier 2007, Haut Représentant  de la Principauté de Monaco auprès de l'Union latine[6],[7]
- Il est nommé, à compter du 15 janvier 2007,Haut  Représentant personnel du Prince de Monaco et de Son Gouvenement auprès du Conseil permanent de la Francophonie ainsi que Délégué Permanent de la Principauté de Monaco auprès de l'UNESCO[8],[9]
- Il est nommé, en avril 2007, ambassadeur extraordinaire et plénipotentiaire auprès de la Principauté d'Andorre[10],[11]

## Secrétariat d'État
Il est nommé Secrétaire d'État auprès de S.A.S. Le  Prince Albert II de Monaco à compter du 21 juillet 2008,

## Autres nominations
Il est nommé, en novembre 2010, membre du Conseil consultatif de l'AMADE(Association Mondiale des Amis de l'Enfance) présidée par S.A.R. La Princesse Caroline de Hanovre.

## Distinctions
- Grand officier de l'ordre de Saint-Charles (novembre 2022)[2](Principauté de Monaco)
- Grand officier de l'ordre de Grimaldi (novembre 2011)[14](Principauté de Monaco),[15]
- Officier de la Légion d'honneur (France)
- Chevalier de l'ordre des Palmes académiques (France)
- Commandeur de l'ordre du Mérite de la République italienne
- Commandeur de l'ordre du Mérite de la République de Pologne